# Tsutomu Hanahara
Tsutomu Hanahara (Yamaguchi, Japón, 3 de enero de 1940-Suginami, 5 de febrero de 2024) fue un deportista japonés  especialista en lucha grecorromana donde llegó a ser campeón olímpico en Tokio 1964.

## Carrera deportiva
En los Juegos Olímpicos de 1964 celebrados en Tokio ganó la medalla de oro en lucha grecorromana estilo peso mosca, por delante del luchador búlgaro Angel Kerezov (plata) y del rumano Dumitru Pârvulescu (bronce).